# Gliese 581
Gliese 581 é uma estrela anã vermelha de tipo espectral M3V localizada a 20,3 anos-luz da Terra, na constelação da Libra. A a massa estimada da estrela é cerca um terço da massa solar. É a 89º estrela com sistema planetário mais próximo do Sol. A orbitar Gliese 581 existem seis planetas (por ordem crescente a contar de Gliese 581): Gliese 581 e, Gliese 581 b, Gliese 581 c, Gliese 581 g, Gliese 581 d e Gliese 581 f.
Gliese 581 é famosa por ser a estrela em volta da qual orbita o provável primeiro planeta potencialmente habitável fora do Sistema Solar,Gliese 581 c, que foi descoberto em abril de 2007. Gliese 581 tem aproximadamente um terço da massa do Sol e fica situada a 20,3 anos-luz na constelação de Libra. A descoberta do planeta foi anunciada por astrônomos de França, Portugal e Suíça em 24 de abril de 2007, e liderada por Stéphane Udry do Observatório de Genebra usando o instrumento HARPS do ESO (Observatório Europeu do Sul), localizado no Chile. A equipe usou a técnica de velocidade radial.
Em 29 de setembro de 2010, astrônomos do Observatório W. M. Keck anunciaram a descoberta de Gliese 581 f e Gliese 581 g, ambos com órbitas praticamente circulares. Gliese 581 g tem uma massa de 3-4 massas terrestres, com um período orbital de 37 dias, e provavelmente está na zona habitável de Gliese 581. No planeta há acoplamento de maré, ou seja, um lado dele está sempre virado para a estrela.

## Estrela

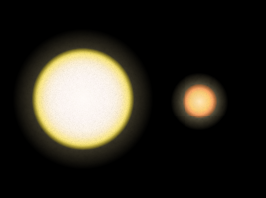
Comparação do tamanho do Sol (esquerda) e Gliese 581 (direita).

O nome Gliese 581 refere-se ao número de catálogo do Catálogo Gliese de estrelas próximas. Outros nomes para essa estrela são BD-07° 4003 (do Catálogo Durchmusterung) e HO Librae (designação de estrela variável). Gliese 581 não tem um nome individual como Sirius ou Procyon. A estrela é uma anã vermelha com tipo espectral M3V, e está localizada a cerca de dois graus a norte de Beta Librae, a estrela mais brilhante da constelação de Libra. Gliese 581 é a 87ª estrela mais próxima ao Sol conhecida.
Uma estrela anã de classe M como Gliese 581 tem uma massa muito menor que a do Sol, o que faz com que a região do núcleo da estrela queime hidrogênio mais lentamente. A partir da magnitude aparente e distância, pode-se estimar uma temperatura efetiva de 3.200 kelvin e uma luminosidade visual de 0,2% da luminosidade do Sol.
Um planeta precisa de estar situado muito perto de Gliese 581, para assim receber uma quantidade de energia parecida à que a Terra recebe do Sol. A região em torno de uma estrela em que um planeta receberia aproximadamente a mesma energia que a Terra recebe é chamada de zona habitável. A extensão dessa zona não é fixa e muda muito de estrela para estrela.

## Sistema Planetário
Existem seis planetas confirmados a orbitar Gliese 581:
- Gl 581 b - Um planeta gasoso, massa de 5 vezes a da Terra
- Gl 581 c
- Gl 581 d - Um planeta rochoso,[carece de fontes?] com massa oito vezes maior que a Terra. O seu período orbital é de 66,8 dias terrestres. Se apresentar gases de efeito de estufa, é possível que seja um planeta com maior probabilidade de ser habitável do que Gl 581 c.
- Gl 581 e - O planeta que está mais próximo da sua estrela, tem uma massa de apenas 1,9 vezes a massa da Terra.
- Gl 581 f - Planeta com massa de 7 vezes a da Terra, e o mais distante em relação à estrela que orbita.
- Gl 581 g - Planeta rochoso, até agora, o planeta que mais tem hipóteses de abrigar vida, além da Terra, com cerca de 90% de probabilidade,[11] sua massa é de 3 a 4 vezes a da Terra está na chamada zona habitável e esta no meio de 2 planetas um quente outro frio.

## Dados do sistema
| Nome | Massa (Mt) | Semieixo maior (UA) | Período orbital (dias) | Excentricidade | Comparação |
| ---- | ---------- | ------------------- | ---------------------- | -------------- | ---------- |
| e    | ≥1,94      | 0,03                | 3,14942 ± 0,00045      | 0              |            |
| b    | ≥15,65     | 0,04                | 5,36874 ± 0,00019      | 0              |            |
| c    | ≥5,36      | 0,07                | 12,9292 ± 0,0047       | 0,17 ± 0,07    |            |
| g    | 3,1        | 0,14601 ± 0,00014   | 36,562 ± 0,052         | n/d            |            |
| d    | ≥7,09      | 0,22                | 66,80 ± 0,14           | 0,38 ± 0,09    |            |
| f    | 7,0        | 0,758 ± 0,015       | 433 ± 13               |                |            |